# Роберт Виздом
Роберт Виздом (енгл. Robert Wisdom; Вашингтон, 14. септембар 1953) амерички је глумац. Родитељи су му пореклом Јамајканци.
Од 2007. године играо је у серији Бекство из затвора.